# Adele Maria Jemolo
Adele Maria Jemolo (Bologna, 21 maggio 1926 – Roma, 19 giugno 1970) è stata una partigiana e politica italiana alla quale lo Stato di Israele ha attribuito il titolo di "Giusta tra le Nazioni".

## Biografia
Figlia dello storico cattolico Arturo Carlo Jemolo e della scrittrice Adele Morghen Jemolo, studiò nel liceo classico romano Terenzio Mamiani, ed ebbe come compagna di banco Marisa Musu. Di famiglia cattolica, maturò una coscienza antifascista già negli anni del liceo. Dopo esser riuscita, insieme alla Musu, a contattare alcuni esponenti del Partito Comunista Italiano in clandestinità, chiese l'iscrizione al partito. Al rifiuto, giustificato dalla giovane età delle richiedenti, la Jemolo e la Musu, sostennero l'esame di maturità già nel 1942, saltando un anno di liceo, al fine di potersi iscrivere all'Università.
Nello stesso 1942, Adele conobbe l'oppositore comunista Lucio Lombardo Radice, che, appena scarcerato, era stato coraggiosamente invitato in casa da Arturo Carlo Jemolo per conoscerlo. Tra Lucio e Adele nacque un legame che durò sino alla scomparsa di quest'ultima. A quel punto la Jemolo e la Musu furono ammesse nella rete clandestina del Partito Comunista. Mentre la Musu entrò nei GAP romani, e, tra le altre azioni di resistenza, partecipò anche all'attacco di via Rasella, la Jemolo costituì un “piccolo Comitato” con Adele Bei Ciufoli, le sorelle Ribet, Giuliana Nenni, Maria Fermi, Linda Puccini ed altre, impegnato ad aiutare prigionieri in fuga, sbandati, a organizzare manifestazioni, a distribuire stampa e manifesti.
La mattina del 3 marzo 1944, insieme a Laura Lombardo Radice (sorella di Lucio) e a Marcella Lapiccirella, Adele Maria Jemolo è presente all'assassinio di Teresa Gullace. Le tre donne, spontaneamente, improvvisarono una muta protesta, allestendo una camera ardente lì in strada, pregando e ricoprendo il corpo dell'uccisa con mazzi di fiori sempre più numerosi: la protesta fu tale che i nazisti furono costretti a liberare il vedovo Girolamo Gullace. Dopo la liberazione si laureò in medicina all'Università di Roma La Sapienza, ove svolse la professione di docente e ricercatrice di virologia.
Nel 1946 sposò Lucio Lombardo Radice da cui ebbe tre figli: Daniele, Marco e Giovanni. Negli anni del dopoguerra svolse attività politica all'interno del PCI ma nell'ambito del gruppo proveniente dal partito della Sinistra Cristiana, non avendo mai rinunciato alle sue convinzioni religiose.

## Riconoscimenti
Ad Adele Maria Jemolo, il Comune di Roma ha dedicato un tratto del percorso ciclopedonale che da Ponte Milvio porta a Castel Giubileo.
Nel 1968, il suo nome, insieme a quello dei suoi genitori, è stato iscritto tra i giusti tra le nazioni a Yad Vashem per aver ospitato nella propria casa romana una famiglia di amici ebrei ferraresi, durante l'occupazione nazista.